# بيفرلي سيدغويك كينغ
بيفرلي سيدغويك كينغ (بالإنجليزية: Beverly Sedgwick King) هو مهندس معماري أمريكي، ولد في 22 ديسمبر 1876، وتوفي في 4 مارس 1935.
كان بيفرلي كينج من مدينة نيويورك، شريكًا مع هنري د. ويتفيلد في شركة ويتفيلد وكينج. وقد اشتهر في المقام الأول بعمله كجامع طوابع البريد الذي تخصص في جمع الطوابع البريدية الأمريكية وكتابة مؤلفات الطوابع البريدية عنها.

## هواية جمع الطوابع
تمثلت اهتمامات كينج في جمع طوابع البريد وإيرادات الولايات المتحدة الأمريكية في القرن العشرين. وقد شارك مع ماكس ج. جوهل في تأليف كتاب "طوابع بريد الولايات المتحدة الأمريكية في القرن العشرين" (المجلد 1، 1932؛ المجلد 2، 1934).
كان بيفرلي كينج نشطاً في نادي هواة جمع الطوابع في نيويورك، حيث شغل منصب الرئيس في عام 1933. وفي الجمعية الأمريكية لهواة جمع الطوابع، عمل محررًا في الجمعية. كما كان أيضاً محرراً منذ فترة طويلة لقسم "العائدات" في مجلة American Philatelist، وساهم بعمود منتظم عن الطوابع الأمريكية في مجلة الطوابع، وكتب مقالات للعديد من المجلات الأخرى أيضاً.

## المهنة كمهندس معماري
استفادت شركة ويتفيلد وكينج كثيراً من علاقة هاري ويتفيلد بصهره أندرو كارنيجي. صممت الشركة عدد من مكتبات كارنيجي في جميع أنحاء الولايات المتحدة، بما في ذلك تلك الموجودة في كليفلاند، أوهايو، وهونولولو، وهاواي، وساوث وورسيستر، ماساتشوستس، بالإضافة إلى مكتبة إيتون التذكارية في جامعة تافتس. وفي مدينة نيويورك، بالإضافة إلى مرآب لكارنيجي في 55 شرق شارع 90، صممت الشركة أيضاً مبنى نادي المهندسين في شارع ويست 40.

## وفاته
في عام 1933 عينهُ الرئيس فرانكلين روزفلت نائبًا لمدير إدارة الإنعاش الوطني، وانتقل إلى واشنطن العاصمة. ثم قُتل بعد عامين في واشنطن بحادث دهس عندما صدمته سيارة مسرعة بالقرب من منزلهِ.

## التكريم
وفي عام 1941، أُدرج اسمه في القائمة الأولية لقاعة مشاهير الجمعية الأمريكية لهواة جمع الطوابع.